# Коллетиды
Коллетиды (лат. Colletidae) — семейство пчёл подотряда Стебельчатобрюхие отряда Перепончатокрылые насекомые. Включает более 2600 видов.

## Биология
Гнездятся в земле, в норках, или в полостях сухих стеблей. Для облицовки ячеек используют слюну, которая образует шелковистую плёнку. Семейство Colletidae это одна из немногих групп пчел (другие это Andrenidae, Halictidae и Apidae), которая включает сумеречные виды. В таком случае, эти виды имеют увеличенные простые глазки или оцеллии (ocellus, ocelli). Известна одна группа клептопаразитов (на Гавайских островах среди членов порода Nesoprosopis рода Hylaeus; Daly & Magnacca 2003).
Среди представителей подсемейства Euryglossinae наблюдаются разные способы гнездования. Виды родов Euryglossa, Euhesma, Euryglossula, Xanthesma, Brachyhesma делают гнёзда в почве, в то время как виды родов Pachyprosopsis и Euryglossina гнездятся в древесине.

## Характеристика
Наиболее низкоорганизованные пчелиные, от очень мелких (2—5 мм) до крупных (15 мм), от неопушенных (Hylaeus) до густо опушенных форм (Diphaglossinae). Без развитого собирательного аппарата, пыльцу и нектар переносят в зобике. Имеют короткий раздвоенный или притупленный на конце язычок. Последний признак сближает их со сфекоидными осами семейства Crabronidae (предполагаемые предки пчёл). Однако, современные молекулярные исследования опровергают эту гипотезу, принимая за базальную группу семейство пчёл Melittidae (sensu lato) (Danforth, 2006).
Среди мельчайших пчёл представители рода Euryglossina, имеющие длину от 1,8 до 5 мм.

## Выделение шёлка
Выделение шёлкоподобного вещества и коконопрядение у личинок как правило отсутствует. Изредка встречается  выделение шёлка и у имаго, например, у пчёл рода Hylaeus.

## Распространение
Распространены по всему миру, особенно обильны в Австралии (где 50 % видов пчёл представляют это семейство) и в Южной Америке. В Европе представлены, главным образом, родами Colletes и Hylaeus (=Prosopis).
Оба этих рода представлены в Северной Америке, где также встречаются рода Caupolicana, Eulonchopria и Ptiloglossa.

## Классификация
В мире 2630 видов (86 родов), в Палеарктике 432 (2), в России 100 видов (2).
Выделяют 8 подсемейств: Colletinae s. str., Callomelittinae, Diphaglossinae, Euryglossinae, Hylaeinae, Neopasiphaeinae (Paracolletinae), Scrapterinae and Xeromelissinae; род Paracolletes рассматривается как incertae sedis.
- Подсемейство Colletinae

- Colletes Latreille, 1802
- Mourecotelles Toro & Cabezas, 1977

- Подсемейство Callomelittinae

- Callomelitta Smith, 1853

- Подсемейство Neopasiphaeinae

- Brachyglossula Hedicke, 1922
- Chrysocolletes Michener, 1965
- Eulonchopria Brèthes, 1909
- Glossurocolletes Michener, 1965
- Hesperocolletes Michener, 1965
- Leioproctus Smith, 1853
- Lonchopria Vachal, 1905
- Lonchorhyncha Michener, 1989
- Neopasiphae Perkins, 1912
- Niltonia Moure, 1964
- Phenacolletes Cockerell, 1905
- Trichocolletes Cockerell, 1912

- Подсемейство Scrapterinae

- Scrapter Lepeletier & Serville, 1828

- Подсемейство Diphaglossinae

- Триба Caupolicanini

- Caupolicana Spinola, 1851
- Crawfordapis Moure, 1964
- Ptiloglossa Smith, 1853

- Триба Diphaglossini

- Cadeguala Reed, 1892
- Cadegualina Michener, 1986
- Diphaglossa Spinola, 1851

- Триба Dissoglottini

- Mydrosoma Smith, 1879
- Mydrosomella Michener, 1986
- Ptiloglossidia Moure, 1953

- Подсемейство Euryglossinae

- Brachyhesma Michener, 1965
- Callohesma Michener, 1965
- Dasyhesma Michener, 1965
- Euhesma Michener, 1965
- Euryglossa Smith, 1853
- Euryglossina Cockerell, 1910
- Euryglossula Michener, 1965
- Heterohesma Michener, 1965
- Hyphesma Michener, 1965
- Melittosmithia Schulz, 1906
- Pachyprosopis Perkins, 1908
- Sericogaster Westwood, 1835
- Stenohesma Michener, 1965
- Tumidihesma Exley, 1996
- Xanthesma Michener, 1965

- Подсемейство Hylaeinae

- Amphylaeus Michener, 1965
- Calloprosopis Snelling, 1985
- Hemirhiza Michener, 1965
- Hylaeus Fabricius, 1793
- Hyleoides Smith, 1853
- Meroglossa Smith, 1853
- Palaeorhiza Perkins, 1908
- Pharohylaeus Michener, 1965
- Xenorhiza Michener, 1965

- Подсемейство Xeromelissinae — около 200 видов (Новый Свет)[13]

- Chilicola Spinola, 1851
- Geodiscelis Michener & Rozen, 1999
- Xenochilicola Toro & Moldenke, 1979
- Xeromelissa Cockerell, 1926

- incertae sedis

- Hesperocolletes Michener, 1965
- Paracolletes Smith, 1853